# Dick Parry
Dick Parry es un saxofonista inglés nacido en Cambridge, el 22 de diciembre de 1942. Toca el saxo tenor y barítono.
Amigo de los miembros de la banda Pink Floyd, ha grabado para ellos canciones como "Money" y "Shine On You Crazy Diamond", además de actuar con la banda en directo.

## Carrera
Él comenzó su carrera como un amigo del guitarrista de Pink Floyd, David Gilmour. Él era parte de una banda a mediados de 1960 que también incluye Gilmour llamado Jokers Wild. A partir de ahí, Gilmour le convenció para participar en álbumes de estudio de Pink Floyd , incluyendo The Dark Side of the Moon, Wish You Were Here y The Division Bell, así como en cada presentación en vivo de Pink Floyd entre 1973 y 1977, (aportando algunos teclados tras bambalinas en la gira "In The Flesh" que presentaba los temas del discos Animals) y en el mundo 1994 tour. El también viajó como parte de la sección de metales de The Who en sus giras 1979-1980.
Él tocaba el saxofón en "Celestina" para el álbum 1997 Big Men Cry por el Banco de Gaia.
Parry apareció en fechas en vivo al lado de Gilmour en 2001 y 2002 , una actuación de la que fue lanzada como David Gilmour in Concert. También participó en el 2006 en la gira On An Island por Europa, Estados Unidos y Canadá, tocando el saxofón en "Shine On You Crazy Diamond", "Wearing the Inside Out", y "Then I Close My Eyes". Parry aparece en los conciertos en DVD de "Remember That Night" y "Live In Gdańsk", de 2007 y 2008 respectivamente.
Antes, en 2005, apareció en la reunión de Pink Floyd en el Live 8, donde toco su parte en "Money". En 2009, realizó una gira por Europa y Sudáfrica con los Violent Femmes.

## Discografía seleccionada como saxofonista
```
   1970: J. J. Jackson's Dilemma - J. J. Jackson
   1971: Quiver - Quiver
   1971: Bring it back home - Mike Vernon con Rory Gallagher y Pete Wingfield
   1972: Let's Make Up and Be Friendly - Bonzo Dog Doo-Dah Band
   1972: Transatlantic - Jimmy Dawkins
   1972: Mick the Lad - Mick Grabham (Procol Harum)
   1972: London Gumbo - Lightnin' Slim
   1973: The Dark Side of the Moon - Pink Floyd (en "Money" y "Us and Them")
   1973: I'm the Worst Partner I Know - Kazimierz Lux
   1973: Urban Cowboy - Andy Roberts (en la canción "Elaine")
   1975: Wish You Were Here - Pink Floyd (en "Shine On You Crazy Diamond (Part V)")
   1974: First of the Big Bands - Paice Ashton Lord
   1975: Mad Dog - John Entwistle (The Who)
   1975: Live 1971-1975 - Les Humphries Singers
   1975: Love is a Five Letter Word - Jimmy Witherspoon
   1975: Riddle of the Sphinx - Bloodstone
   1975: Fingertips - Duster Bennett
   1982: Jinx - Rory Gallagher
   1993: BBC Radio One live in concert - Paice Ashton Lord
   1994: The Division Bell - Pink Floyd (en "Wearing the Inside Out")
   1995: Pulse - Pink Floyd (en "Shine On You Crazy Diamond", "Money" y "Us And Them")
   1998: Big Men Cry - Banco de Gaia (en "Celestine")
   2008: Duchess - Deborah Bonham
```

- Datos: Q443173